# Retimohnia robusta
Retimohnia robusta är en snäckart som först beskrevs av Dall 1913.  Retimohnia robusta ingår i släktet Retimohnia och familjen valthornssnäckor. Inga underarter finns listade i Catalogue of Life.